# Neutrongenerator
Neutrongeneratorer er neutronkilde-enheder, som indeholder kompakte lineære acceleratorer og som producerer neutroner ved at fusionere brint-isotoper sammen. Fusionsreaktionerne finder sted i disse enheder ved at accelerere enten deuterium, tritium eller en blanding af disse to isotoper ind i en metalhybrid som også indeholder deuterium, tritium eller en blanding. Fusionen af deuteriumatomer (D + D) resulterer i dannelsen af en He-3-ion og en neutron med en kinetisk energi på ca. 2,5 MeV. Fusion af deuterium og tritium (D + T) resulterer i dannelsen af en He-4-ion og en neutron med en kinetisk energi på ca. 14,1 MeV. Neutrongeneratorer anvendes indenfor lægevidenskab, sikkerhed og materialeanalyse.

## Fodnoter
1. ↑  Reijonen, J. "Compact Neutron Generators for Medical, Homeland Security, and Planetary Exploration" (PDF). Proceedings of 2005 Particle Accelerator Conference, Knoxville, Tennessee: 49-53. Arkiveret fra originalen (PDF) 8. december 2013. Hentet 11. august 2016.

| Fysik | Spire Denne artikel om fysik er en spire som bør udbygges. Du er velkommen til at hjælpe Wikipedia ved at udvide den. |